# Средняя специальная музыкальная школа имени Е. Коки
Средняя специальная музыкальная школа имени Е. Коки — единственная в Молдавии специальная музыкальная школа для одарённых детей. Основана в 1945 году Давидом Григорьевичем Гершфельдом. Обучение проходило на молдавском (классы «А») и на русском (классы «Б») языках, как музыкальным, так и общеобразовательным предметам. В 1990 году по языковому принципу школа имени Коки разделена на два музыкальных лицея — Лицей имени Чиприана Порумбеску (в старом здании, обучение на молдавском языке) и Лицей имени Сергея Васильевича Рахманинова (в здании в центре Кишинёва, обучение на русском языке).

## История

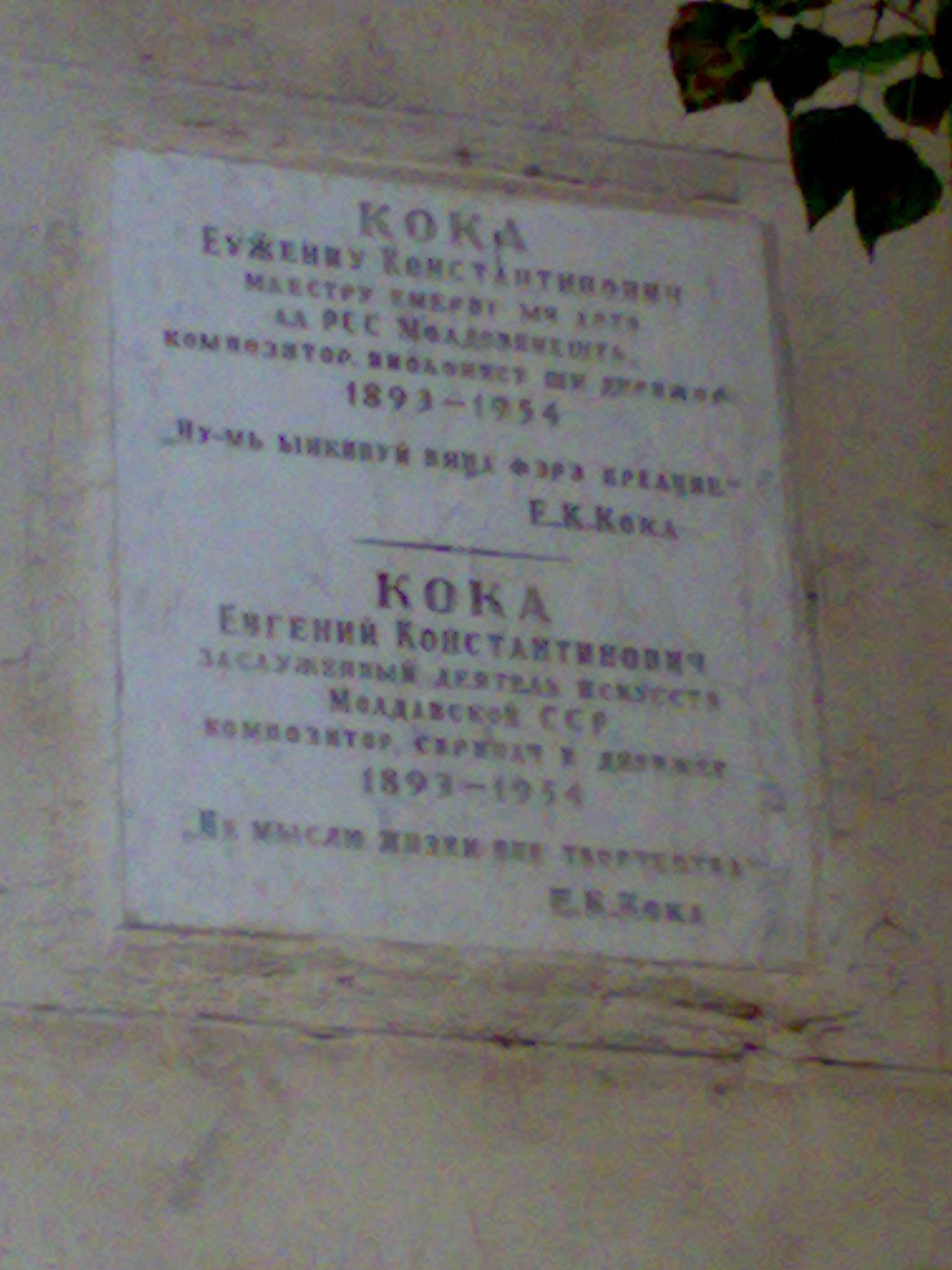
Мемориальная доска на школе (сохранилась до наших дней)

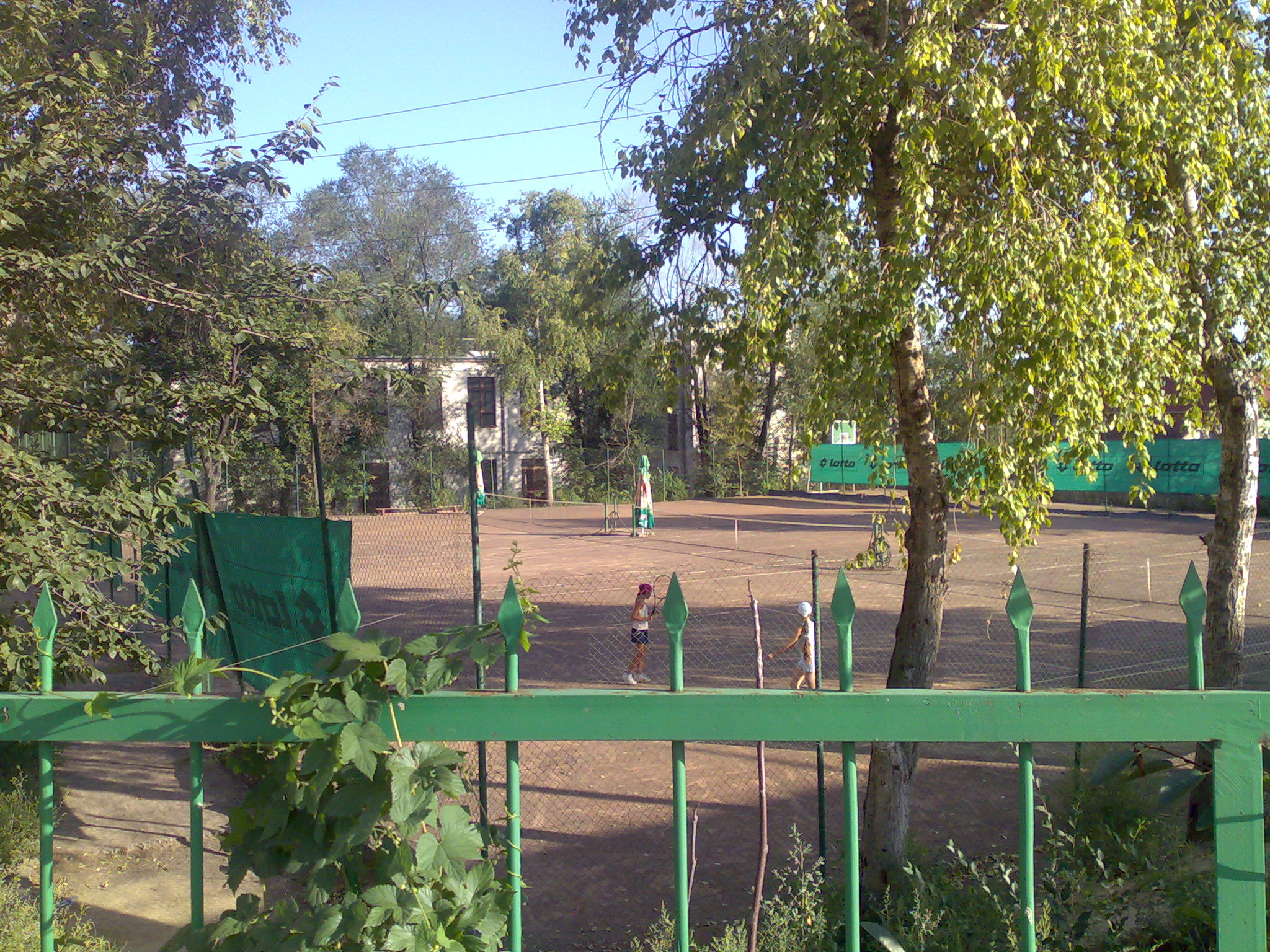
Здесь был футбольный стадион ССМШ имени Коки (ныне теннисные корты)

- 1945 год — Основана Средняя Специальная музыкальная школа имени Е. Коки. В первые годы после войны школа занимает подвальные помещения Молдавской государственной консерватории.
- 1990 год — В связи с подъёмом националистических настроений в МССР, школа разделяется на два разных учебных заведения по языковому признаку:

1. Румынский музыкальный лицей имени Чиприана Порумбеску. Работает в том же здании, что и ССМШ имени Е. Коки.
2. Русский музыкальный лицей имени Сергея Рахманинова [1].

Директором Лицея имени Чиприана Порумбеску стала преподаватель скрипки Галина Александровна Буйновская.
Часть педагогов уехала за пределы Республики Молдова.

## Известные педагоги
Фортепиано:
- Войциховская, Татьяна Александровна
- Женина, Маргарита Яковлевна
- Зак, Евсей Соломонович
- Копанская, Анна Давыдовна
- Оксинойт, Лия Эммануиловна
- Ревзо, Евгения Михайловна
- Рискин, Давид Моисеевич
- Сивков, Алексей Львович
- Соковнин, Александр Львович
- Цейтлина, Ева Самойловна
- Чебан, Геннадий Александрович

Скрипка:
- Берехман, Моисей Соломонович
- Буйновская, Галина Александровна
- Вышкауцан, Фроим Абрамович
- Вайнер, Давид Григорьевич
- Гершфельд, Григорий Исаакович
- Кафтанат, Тамара Сергеевна
- Которов, Эдуард Сергеевич
- Которова, Валентина Антоновна
- Мордкович, Лидия Менделевна

Духовые инструменты:
- Величко, Василий Иванович (валторна)
- Кузнецов, Аркадий Федорович (туба, тромбон)
- Столярчук, Павел Емельянович (кларнет)
- Ткач, Ефим Маркович (флейта)
- Хатипов, Алим Иванович (тромбон)
- Барсова, Лариса Ивановна ( гобой)

Теоретические дисциплины:
- Бирюков, Феликс Борисович (теория музыки, гармония, полифония, сольфеджио)
- Борш, Георгий Фёдорович (сольфеджио, теория музыки, гармония)
- Люксембург, Аркадий Петрович (теория музыки, гармония, сольфеджио)
- Ткач, Ефим Маркович (история музыки)
- Клетинич, Евгений Самойлович (сольфеджио)
- Олой, Георгий Андреевич (сольфеджио, теория музыки, гармония)
- Кочарова, Галина Вартановна (гармония)
- Прядко, Лидия Павловна (сольфеджио)
- Столяр, Зиновий Лазаревич (теория музыки)
- Стрезева, Анна Георгиевна (теория музыки)
- Шарова, Елена Николаевна (история музыки)

Композиция:
- Лунгул, Семён Васильевич

## Известные выпускники
- Кодряну, Мария Петровна
- Люксембург, Аркадий Петрович
- Майзенберг, Олег Иосифович
- Тимофти, Михаил Васильевич
- Палей, Александр Беньяминович
- Цинкобурова, Ольга Павловна
- Феррони, Людмила
- Трочин, Сергей
- Смешной, Марин
- Степан, Илона
- Ионел Манчу